# Taksim-Platz

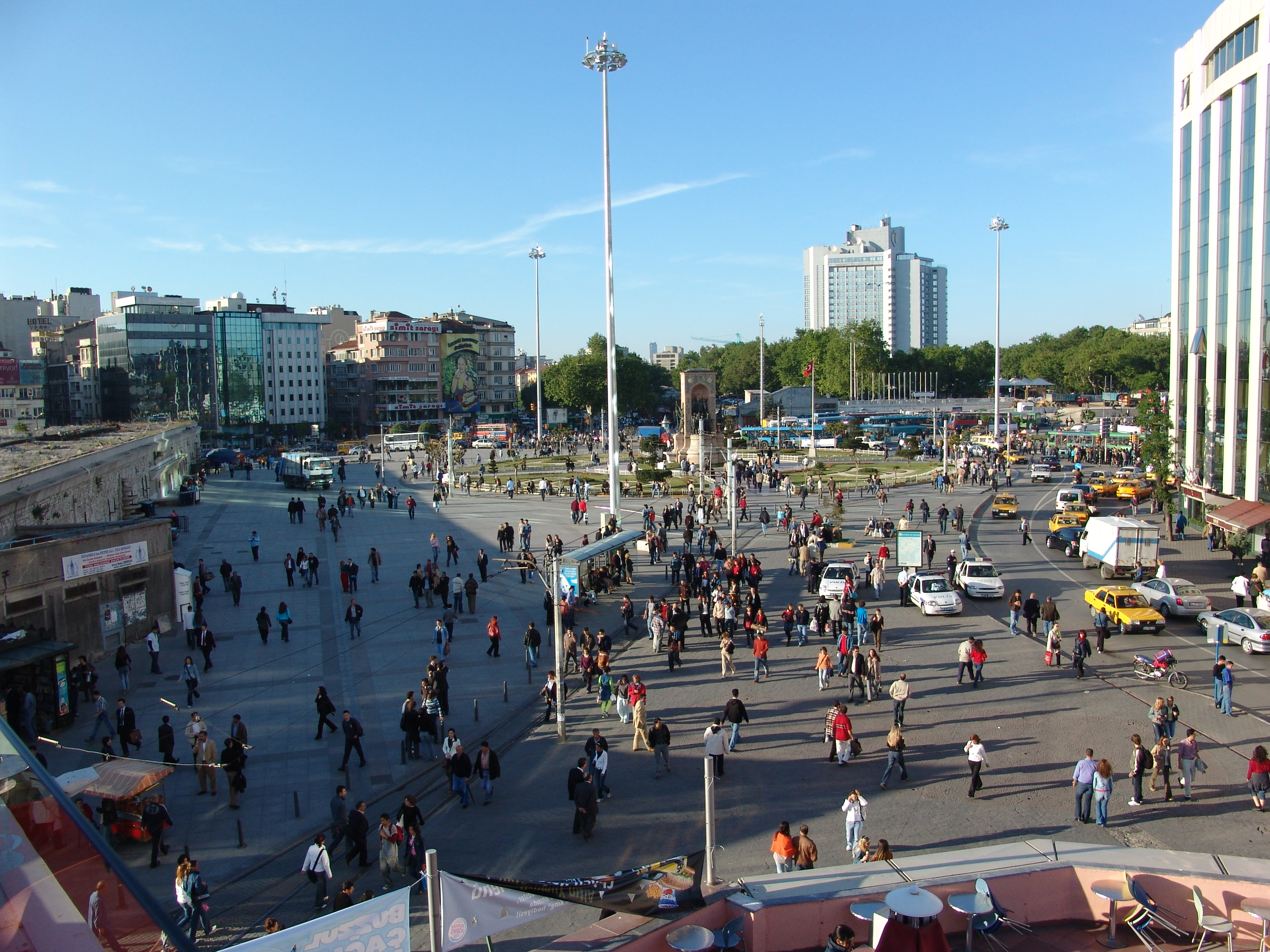
Der Taksim-Platz von der Ecke İstiklal Caddesi/Sıraselvilar Caddesi aus gesehen

Der Taksim-Platz (türkisch Taksim Meydanı) ist ein zentraler Platz und Verkehrsknotenpunkt im europäischen Teil der türkischen Metropole Istanbul, gelegen im Stadtteil Beyoğlu.

## Geschichte

### Anfänge
Der Name des Platzes wenige Meter unterhalb des höchsten Punktes Beyoğlus leitet sich vom arabischen تقسيم / taqsīm / ‚Teilung, Division‘ ab. Hier endete eine 1731 erbaute von Norden kommende 23 km lange Fernwasserleitung, an deren Ende 1732 im Auftrag Sultan Mahmud I. eine Wasserverteilanlage (taksim) errichtet wurde. Diese gab das Wasser an verschiedene Wasserleitungen ab, die es weiter in die Stadtteile Kasımpaşa, Galata, Beyoğlu, Fındıklı und Beşiktaş führten. 

### Taksim gewinnt an Bedeutung
Im Zuge verschiedener Expansionsphasen der Stadt wurde diese Fernwasserleitung bis zu Beginn des 19. Jahrhunderts erweitert. Gegen Ende des 19. Jahrhunderts waren im Distrikt Beyoğlu von geschätzten 10.000 Häusern lediglich 80 an dieses Leitungssystem angeschlossen; wie die meisten bereits vor dem 19. Jahrhundert angelegten Wasserversorgungssysteme versorgte auch die „Taksimleitung“ hauptsächlich öffentliche Brunnen, aus denen die große Mehrzahl der Einwohner ihr Wasser entnahm. Eine Ausnahme bildeten die in der Nähe des Taksim-Platzes gelegenen Paläste. Direkten Anschluss hatte beispielsweise der Yıldız-Palast, der um 1900 etwa ein Drittel des Wassers dieses Leitungssystems verbrauchte. Nachdem in den 1880er Jahren moderne Wasserwerke errichtet wurden, die die Häuser rund um den Taksim-Platz und das Viertel Beyoğlu versorgten, verlor der Wasserverteiler auf dem Taksim-Platz nach und nach seine Bedeutung. Um 1950 wurde die Wasserverteilanlage auf dem heutigen Taksim-Platz samt Leitungssystem eingestellt. Die sie speisenden Stauseen im Belgrader Wald dienen dagegen teilweise immer noch der Wasserbeschaffung.
Von der Wasserverteilanlage zeugt noch heute ein als flacher, langer Bau erkennbares Wasserreservoir am westlichen Rand des Platzes, an dessen südlichem Ende sich ein achteckiges Gebäude befindet – das eigentliche taksim.

### „Wiederbelebung“
2011 hatte die Stadt entschieden, dass der Platz für den Straßenverkehr gesperrt und in eine Fußgängerzone umgewandelt werden sollte. Das Projekt wurde 2013 abgeschlossen, heute verlaufen die Straßen unterirdisch. Die Gestaltung des Platzes sorgte jedoch immer wieder für Gesprächsstoff im Stadtparlament. Angekreidet wurde dem damaligen Stadtpräsidenten, dass es fast keine Grünflächen gibt und der Platz einfach zubetoniert wurde. 2016 gab daher einige kleinere Anpassungen: so wurde die Beleuchtung ersetzt und neue Bäume gesetzt. Nachdem Ekrem İmamoğlu im Juni 2019 zum Bürgermeister gewählt worden war, sagte er in einem Fernsehinterview, dass Plätze Orte der Begegnungen und Taksim das Herz Istanbuls sei. Daher startete er ein Projekt zur „Wiederbelebung“ wichtiger Plätze Istanbuls. Die Stadtverwaltung organisierte im März 2020 einen internationalen Wettbewerb. Eine Jury, bestehend aus unabhängigen Stadtplanern und Architekten aus Europa, Nordamerika, Japan und der Türkei kürte die drei besten Projekte im Oktober 2020. Vom 12. Oktober 2020 bis 19. Oktober 2020 konnten die Istanbuler zwischen den drei Siegerentwürfen entscheiden. Das beliebteste Projekt soll dann noch im ersten Quartal 2021 angegangen werden und innerhalb von zwei Jahren fertiggestellt sein. Die Art und Weise, wie İmamoğlu das Projekt aufstellte und durchgeführte, kam bei der Bevölkerung gut an; es war das erste Mal, dass die Stadtverwaltung die Bevölkerung so stark miteinbezog.

## Verkehr
Der Taksim-Platz ist ein wichtiger Verkehrsknotenpunkt Istanbuls. Von hier aus führen mehrere verkehrsreiche Straßen in alle Richtungen, darunter die Tarlabaşı-Allee (Tarlabaşı Bulvarı) nach
Fatih, die Straße der Republik (Cumhuriyet Caddesi) zum nördlichen Stadtteil Şişli, die İnönü-Straße (İnönü Caddesi) in Richtung Beşiktaş und die Straße der Unabhängigkeit (İstiklal Caddesi) hinab zum Tünel-Platz. Die letztgenannte, früher auch als Grande rue de Pera bekannte Straße ist seit Anfang der 1990er eine nur schwach befahrene Fußgängerzone.
Der Platz ist Ausgangs- oder Haltepunkt verschiedener Buslinien und war bis 2009 die südliche Endhaltestelle der Istanbuler Metro, die ins nördlich liegende Bankenviertel Levent führt. Außerdem befindet sich hier seit Juni 2006 die Bergstation der unterirdisch verlaufenden Standseilbahn Kabataş—Taksim, die eine Verbindung zu den Bosporusfähren und der am Bosporusufer verlaufenden Straßenbahn herstellt.
Eher touristisch bedeutsam ist die historische Straßenbahn (Nostaljik Tramvay), die entlang der Straße der Unabhängigkeit verläuft und auf dem Taksim-Platz eine Wendeschleife hat.

## Monumente, Parks und Bauwerke

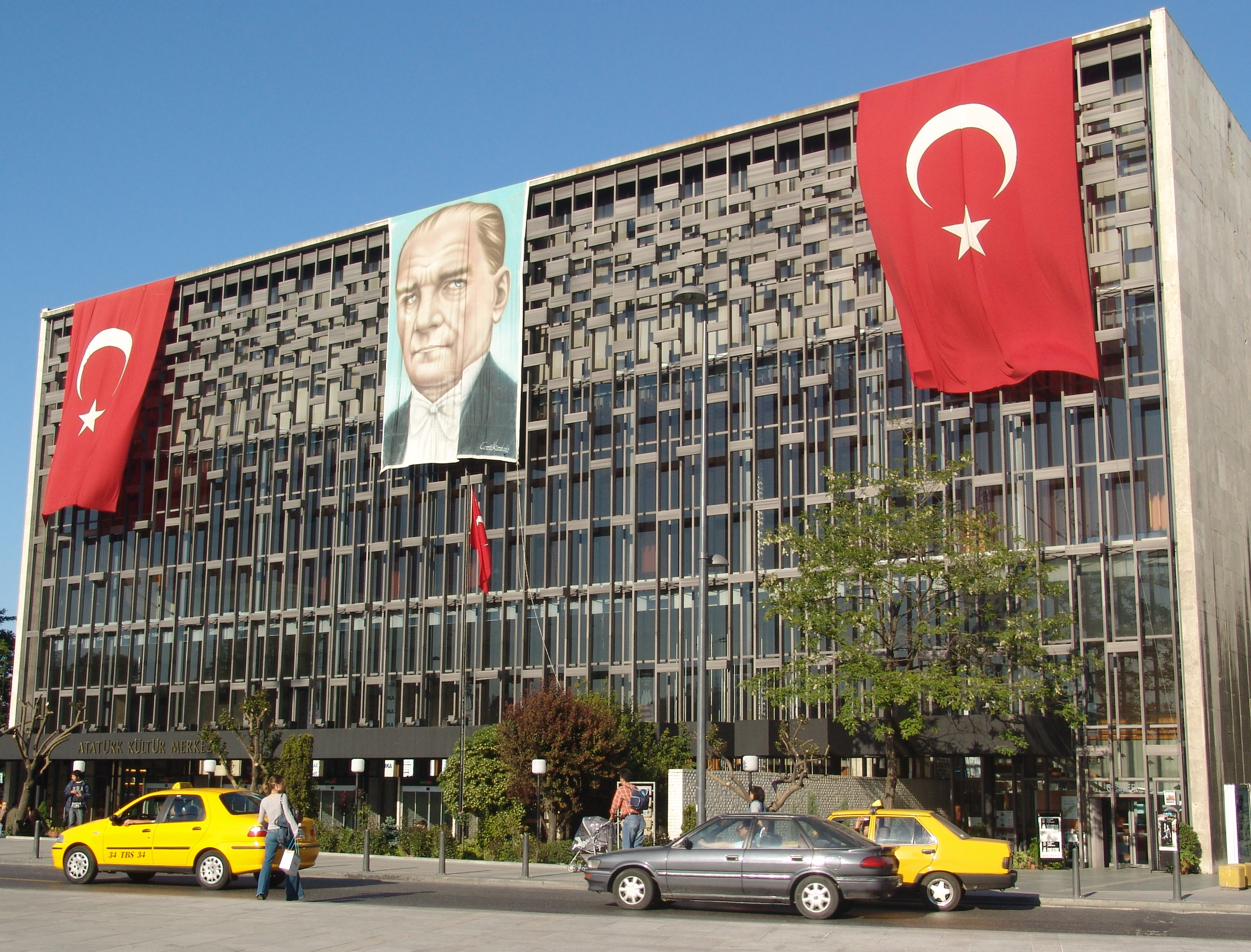
Das Atatürk-Kulturzentrum am östlichen Ende des Platzes

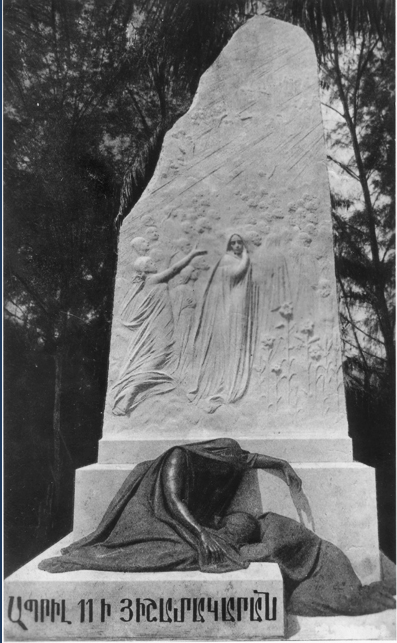
Das Taksim-Völkermord Mahnmal, auch bekannt als Huşartsan

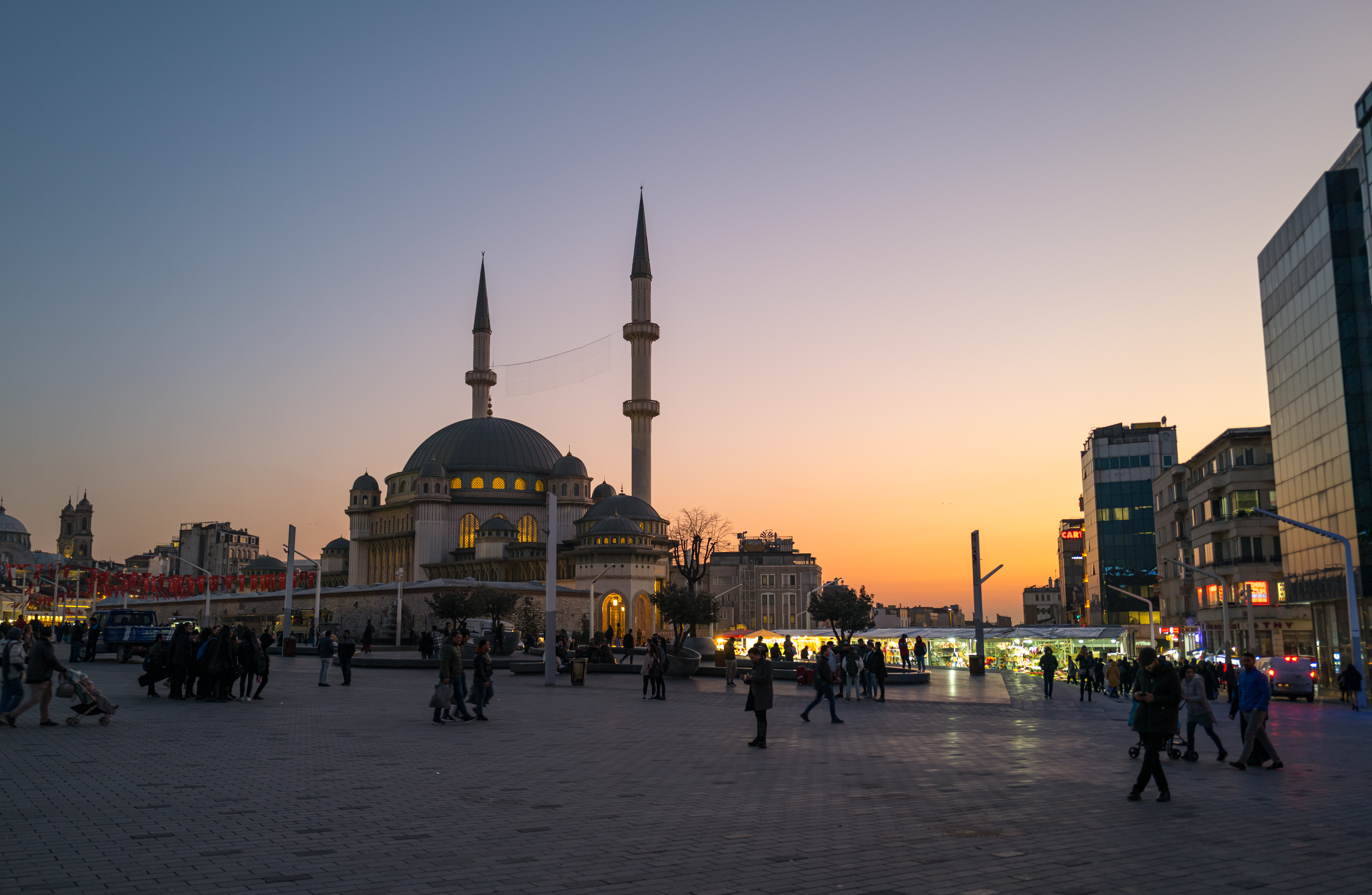
Taksim-Moschee im Frühling 2022

### Denkmal der Republik
In der Mitte der westlichen Hälfte des Platzes steht das 1928 errichtete „Denkmal der Republik“ (türkisch Cumhuriyet Anıtı), das an die Gründung der Republik Türkei im Jahre 1923 erinnern soll.

### Gezi Park
Im Norden schließt sich an den Platz der Gezi-Park an, ein Stadtpark mit Bäumen, die etwa 70 Jahre alt sind. Es ist der letzte größere Platz in der Innenstadt, auf dem Bäume stehen.
Auf dem Gelände des Parkes und dem benachbarten Areal namens Talimhane, rechts und links der Straße der Republik gelegen, befand sich früher eine Artillerie-Kaserne der osmanischen Elitetruppe der Janitscharen. Sie wurde im Zuge der Gefechte während der Einnahme Istanbuls durch mazedonische Truppen unter dem Kommando von Mahmud Şevket Pascha, dem Befehlshaber der Jungtürken, am 24. April 1909 beschädigt und später verkauft. Auf dem Gelände östlich der Straße der Republik wurde das Taksim-Stadion (Taksim Stadyumu) errichtet, das im Jahre 1940 abgerissen wurde, damit an derselben Stelle der heutige Park eingerichtet werden konnte. Bis 2002 gab es umstrittene Pläne, auf dem Parkgelände eine Moschee zu errichten. Das Talimhanegelände wurde nach dem Zweiten Weltkrieg mit Geschäftshäusern und Hotels bebaut.

### Armenischer Friedhof
Ab 1551 befand sich hier der armenische Pangaltı-Friedhof. Nach dessen Abriss 1930 wurden die Hotels Divan, Hilton, Hyatt sowie das TRT-Gebäude errichtet. Im Jahre 1919 errichtete man zum 4. Jahrestag des Völkermords an den Armeniern das Taksim-Völkermordmahnmal, welches jedoch im Jahre 1922 unter bislang ungeklärten Umständen verschwand.

### Marmara-Hotel
Südlich des Platzes steht das Hochhaus des Marmara-Hotels. Das 26 Etagen und 96 Meter hohe Gebäude wurde 1969 fertiggestellt.

### Atatürk-Kulturzentrum
Am östlichen Ende des Taksim-Platzes liegt das Atatürk-Kulturzentrum (Atatürk Kültür Merkezi, kurz AKM). In dem Mehrzweckveranstaltungszentrum mit mehreren Bühnen finden unter anderem Opern- und Ballettaufführungen statt. Das Gebäude ersetzt einen älteren Bau, der am 27. November 1970 niederbrannte.

### Deutsches Generalkonsulat
Direkt am Taksim-Platz befindet sich das Gebäude des Deutschen Generalkonsulates Istanbul.

### Taksim-Moschee
Dem AKM gegenüber wird eine neue Moschee gebaut, die Taksim-Moschee. Diese wird voraussichtlich Ende 2020 eröffnet und soll knapp 1000 Gläubigen Platz bieten während des Gebets.

## Versammlungsort

### Aufmarschplatz
Das Denkmal der Republik ist der zentrale Ort für Kranzniederlegungen an staatlichen Feiertagen. Der Platz selbst ist der traditionelle, aber lange Zeit Demonstrationsort türkischer Gewerkschaften, linker Parteien und Jugendbewegungen Istanbuls. So war der Taksim-Platz die Bühne für die studentischen Demonstrationen gegen einen Besuch der Sechsten Flotte der USA am 16. Februar 1969, der als Blutiger Sonntag in der Erinnerung blieb. In Istanbul waren Studenten, Gewerkschaften und andere linke Oppositionskräfte zusammengekommen, um unter dem Motto „Gegen Imperialismus und Ausbeutung“ zu demonstrieren. Die Kundgebung endete am Taksim-Platz, hier wurden die Demonstranten von bis 500 Angreifern, denen die Polizei Zutritt zum Taksim-Platz verschaffte, mit Messern, Ketten und Knüppeln angegriffen. Unter den Augen der Polizei wurden zwei Menschen getötet und mehr als hundert verletzt.
Zum wohl blutigsten Ereignis der jüngeren Geschichte des Platzes kam es beim Taksim-Massaker 1977, als Teilnehmer einer Gewerkschaftskundgebung zum Ersten Mai von Unbekannten von den Dächern des Intercontinental Hotels (heute das Marmara Istanbul) und vom Gebäude der Wasserbehörde aus beschossen wurden. Gepanzerte Fahrzeuge, Lärmbomben und Schüsse aus automatischen Waffen verwandelten das Gelände in ein Schlachtfeld. Es starben mindestens 34 Menschen, Hunderte wurden verletzt und 453 festgenommen. Das Massaker vom 1. Mai 1977 ist nach wie vor unaufgeklärt. Danach war der Taksim für Maikundgebungen für drei Jahrzehnte geschlossen, und der 1. Mai wurde nicht als offizieller Feiertag anerkannt. Nach dem Putsch vom 12. September 1980 waren Maifeierlichkeiten acht Jahre lang in der ganzen Türkei verboten.

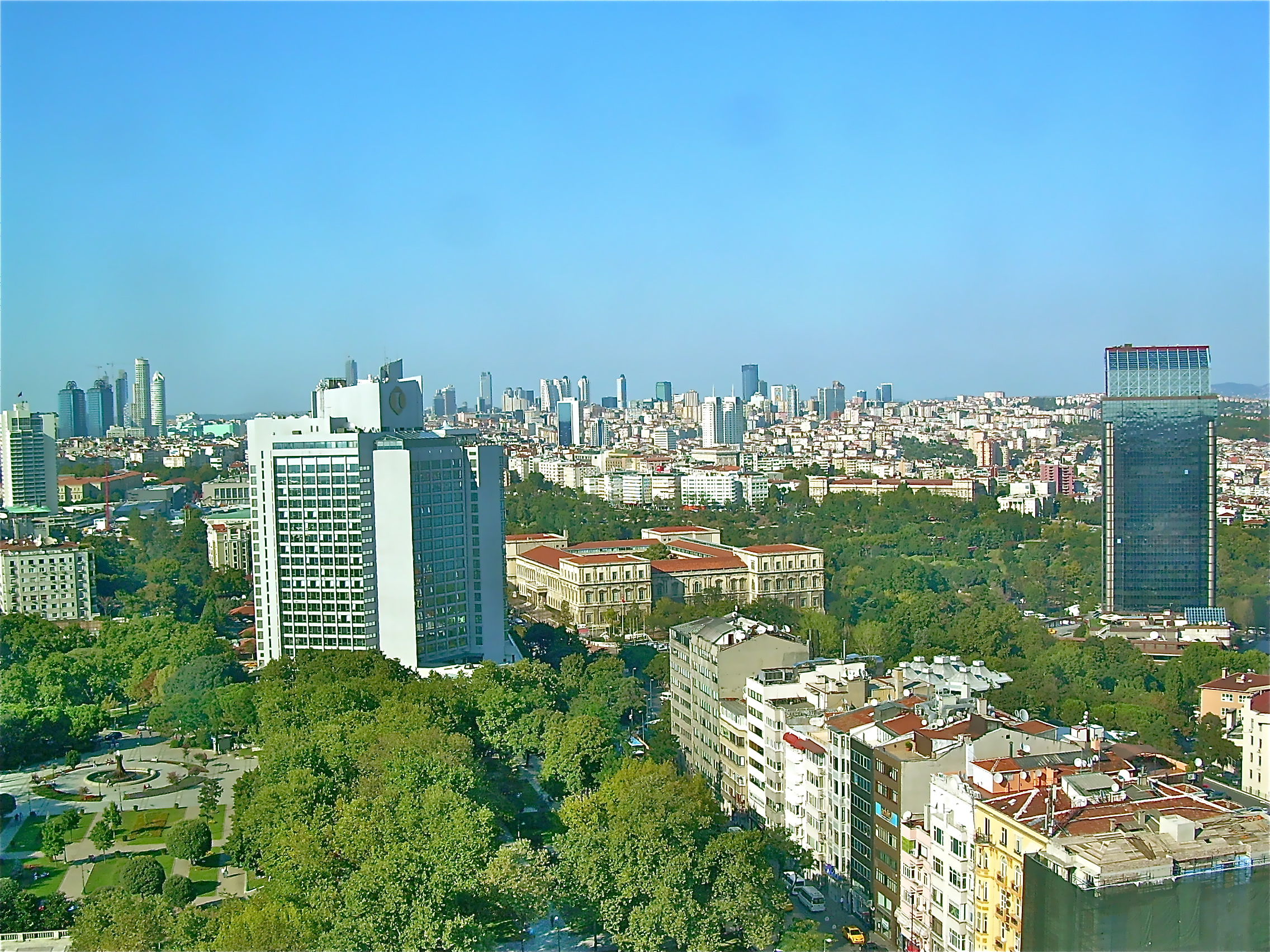
Der Gezi-Park vom Marmara-Hotel aus gesehen

Am 31. Oktober 2010 ereignete sich während einer Demonstration ein Selbstmordattentat mit mindestens 32 Verletzten.

### Proteste 2013

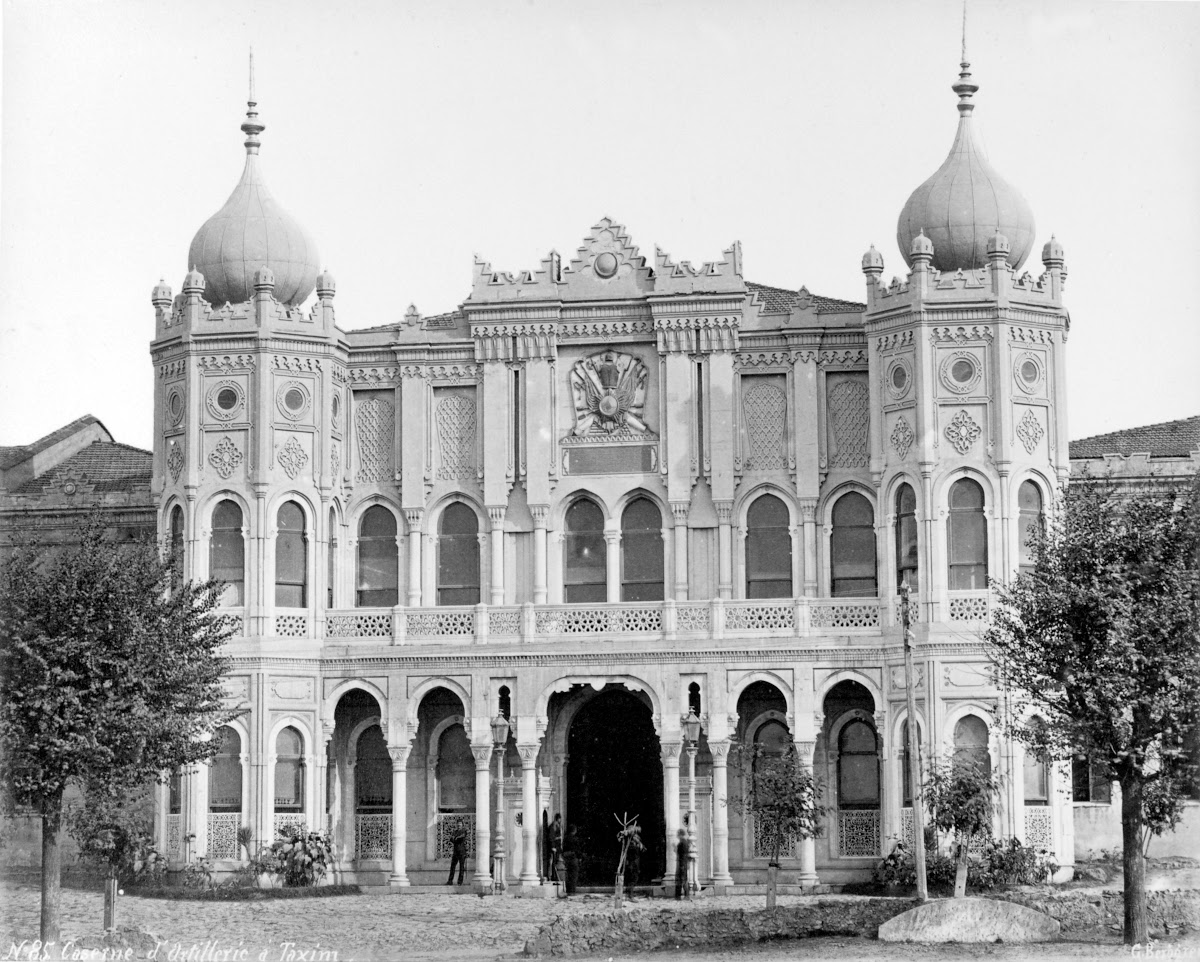
Topçu-Kaserne: 1806 erbaut, 1921 in ein Stadion umgewandelt, 1940 abgerissen

Ende des Jahres 2012 war der Taksim-Platz wegen Bauarbeiten gesperrt worden. Im April 2013 kam es zu massiven Protesten gegen den Abriss des als Weltkulturerbe qualifizierten Emek-Kinos und gegen eine Politik der Stadterneuerung, die bevorzugt Baudenkmale des Kemalismus und der Verwestlichung aufs Korn zu nehmen scheint. Ihre Fortsetzung fanden diese Ereignisse in der Kontroverse um den Gezi-Park, dessen Bäume die Stadtverwaltung Istanbul zu fällen plant, um dort ein Einkaufszentrum zu errichten. Es soll die nachempfundene Fassade der ehemaligen Topçu-Kaserne haben, die dort bis 1940 stand.
Zum 1. Mai 2013 kam es zu Zusammenstößen zwischen den Demonstranten, die zum Taksim-Platz vordringen wollten, und der Polizei, mit 16 Verletzten.
Am 27. Mai 2013 begannen am Taksim-Platz Demonstrationen gegen diese Pläne bzw. gegen das Fällen der Bäume. Am frühen Morgen des 31. Mai 2013 (Freitag) riegelten türkische Polizeieinheiten den Platz ab;  und attackierten sie mit Tränengas und Pfefferspray, nachdem zuvor gewaltbereite Demonstranten Autos und Läden angezündet hatten.
Die Demonstrationen griffen auch auf andere Städte über; viele Menschen äußern sich unzufrieden über die Politik des seit zehn Jahren regierenden Ministerpräsidenten Recep Erdoğan, der damals auch Vorsitzender der Regierungspartei Adalet ve Kalkınma Partisi (AKP) war.